# Rocket 88
Rocket 88 was een in 1978 opgerichte Britse boogieband en supergroep, benoemd naar Pete Johnson’s “Rocket Boogie 88”.

## Geschiedenis
Alexis Korner, Jack Bruce (The Cream), Charlie Watts (The Rolling Stones), Bob Hall en Ian Stewart (The Rolling Stones) verbonden zich in 1978 om boogiemuziek te maken in de stijl van de vroege jaren 1950. Er werden enkele concerten gespeeld, waarvan er een werd opgenomen in de Rotation Club in Hannover met de mobiele opnamestudio van The Rolling Stones en in 1981 als het album Rocket 88 werd uitgebracht. Na het overlijden van Ian Stewart en Alexis Korner werd de band midden jaren 1980 ontbonden. Uitzonderlijk voor hun sound was ook een blazerssectie, die uit wisselende bezettingen bestond. In 2011 verscheen een tributealbum van de pianist Ben Waters voor de in 1985 overleden Ian Stewart, waarop ook het nummer Bring It On Home to Me van Rocket 88 is inbegrepen, opgenomen in 1984 tijdens het Montreux Jazz Festival.